# Mirko Deanović
Mirko Deanović, hrvaški filolog, predavatelj in akademik, * 13. maj 1890, Dubrovnik, † 16. junij 1984, Zagreb.
Deanović je deloval kot redni profesor za romansko filologijo na Univerzi v Zagrebu in bil dopisni član Slovenske akademije znanosti in umetnosti (od 21. marca 1974).